# ZSU-57-2
O ZSU-57-2 (Ob'yekt 500) é um veículo blindado de artilharia antiaérea automotora desenvolvido pela União Soviética, armado com dois canhões de 57 mm. 'ZSU' significa Zenitnaya Samokhodnaya Ustanovka (em russo:  Зенитная Самоходная Установка), que significa "artilharia anti-aérea automotora montada". Este foi o primeiro tanque antiaéreo desenvolvido pelos soviéticos. Ele foi altamente exportado para países do antigo Pacto de Varsóvia e para nações do Oriente Médio, sendo usado em vários conflitos até os dias atuais.